# Мисяш (озеро)
Мисяш — солоноватое озеро с периодическим стоком в Чебаркульском районе Челябинской области России. Озеро находится около Чебаркуля, в 60 км к западу от Челябинска. На южном берегу озера расположены одноимённые посёлок и железнодорожная станция.
Площадь поверхности — 4,4 км². Высота над уровнем моря составляет 328 м. Средняя глубина — 2,5 м. Длина — 2,2 км, ширина — 3 км, длина береговой линии — 8,78 км, наибольшая глубина — 4,5 м. В 2,3 км к западу расположено озеро Большой Боляш.

## Фауна
Озеро богато рыбой, на нем можно рыбачить как с берега, так и с лодки. Обитают: щука, плотва, окунь, линь и ерш.

## Этимология
Гидроним Мисяш возник от распространенного ранее у татар и башкир тюркского мужского имени Мысяш, Мусаш, Мусяш. 
Еще одна версия происхождения названия водоема предполагает мадьярские корни. Так, в VII веке здесь кочевали венгры. Возможно, именно они и дали название водному объекту Мисяш. С финно-угорского озеро переводится, как «болотистое место».